# Ampsalis terminalis
Ampsalis terminalis är en tvåvingeart som beskrevs av James 1960. Ampsalis terminalis ingår i släktet Ampsalis och familjen vapenflugor.
Artens utbredningsområde är Madagaskar. Inga underarter finns listade i Catalogue of Life.